# Silbersee (Aurich)
Der Silbersee bei Aurich ist ein kleiner Waldsee auf dem Gebiet des Ortsteils Tannenhausen bei Aurich in Ostfriesland, Niedersachsen.

## Beschreibung
Der See befindet sich im Ortsteil Bernuthsfeld im Meerhusener Wald (Dietrichsfelder Straße). Dieses etwa 400 ha große Waldgebiet erstreckt sich über die Ortsteile Tannenhausen, Dietrichsfeld und Sandhorst. Der See befindet sich am nordwestlichen Rand des Waldes.
Im See darf nicht gebadet werden.